# (4757) Liselotte
(4757) Liselotte es un asteroide que forma parte del cinturón exterior de asteroides y fue descubierto por Ingrid van Houten-Groeneveld, Cornelis Johannes van Houten y Tom Gehrels desde el observatorio del Monte Palomar, Estados Unidos, el 19 de septiembre de 1973.

## Designación y nombre
Liselotte recibió inicialmente la designación de 1973 ST.
Más adelante, en 1992, se nombró en honor de la princesa bávara Isabel Carlota del Palatinado (1652-1722), conocida por el apelativo de Liselotte.

## Características orbitales
Liselotte orbita a una distancia media del Sol de 3,942 ua, pudiendo acercarse hasta 3,62 ua y alejarse hasta 4,264 ua. Su excentricidad es 0,08165 y la inclinación orbital 0,1759 grados. Emplea en completar una órbita alrededor del Sol 2859 días.

## Características físicas
La magnitud absoluta de Liselotte es 12,3.